# Maniema FC
Der Maniema Football Club (früher Fantastique FC) ist ein afrikanischer Fußballverein aus Bujumbura in Burundi. Er trägt seine Heimspiele im Prince Louis Rwagasore Stadium aus.
Der Verein wurde unter dem Namen Fantastique FC gegründet und ist einer der erfolgreichsten seines Landes. Mit bisher sieben nationalen Meisterschaften qualifizierte er sich mehrmals für die afrikanischen Wettbewerbe, wo aber meist in der ersten Spielrunde das Aus kam. Später wurde der Verein in Maniema FC umbenannt. Aktuell spielt er in der zweiten Spielklasse des Landes.

## Erfolge
- Burundian Premier League (7): 1965, 1966, 1967, 1968, 1982, 1995, 1997

## Statistik in den CAF-Wettbewerben
| Wettbewerb                          | Runde         | Gegner                  | Hinspiel | Rückspiel |  |
| ----------------------------------- | ------------- | ----------------------- | -------- | --------- |  |
|                                     |               |                         |          |           |  |
| African Cup of Champions Clubs 1983 | Qualifikation | Olympic Real de Bangui  | 2:1 (H)  | 0:1 (A)   |  |
| African Cup of Champions Clubs 1995 | 1. Runde      | Ismaily SC              | 0:1 (H)  | 0:1 (A)   |  |
| African Cup of Champions Clubs 1996 | Qualifikation | Forces Armées CA Bangui | 4:0 (A)  | w/o       |  |
|                                     | 1. Runde      | Racing Bafoussam        | 1:1 (A)  | w/o       |  |
|                                     | 2. Runde      | JS Kabylie              | 0:0 (A)  | 0:1 (H)   |  |
| CAF Champions League 1998           | Qualifikation | Rayon Sports FC         | 1:6 (A)  | o/w       |  |

- 1996: Der Verein Forces Armées Bangui zog seine Mannschaft nach dem ersten Spiel zurück.
- 1996: Der Verein Racing Bafoussam zog seine Mannschaft nach dem ersten Spiel zurück.
- 1998: Der Verein zog seine Mannschaft nach der ersten Spiel zurück.